# Gastone Moschin
Gastone Moschin (n. 8 iunie 1929, San Giovanni Lupatoto, Veneto, Italia – d. 4 septembrie 2017, Terni, Italia) a fost un actor italian de teatru, televiziune și film.

## Cariera
Născut în San Giovanni Lupatoto (Veneto), Moschin a absolvit Academia Națională de Arte Dramatice Silvio D'Amico⁠(d) și a devenit actor de teatru în anii 1950, la început având roluri pe scena Teatrului Național din Genova⁠(d), iar mai târziu la Teatrul Piccolo⁠(d) din Milano. În aceeași perioadă, Moschin a obținut roluri atât în filme, cât și în emisiuni de televiziune.
Moschin a interpretat roluri de personaj, dar a avut și roluri principale în filme precum Sette volte sette⁠(d) și Milano calibro 9⁠(d). Cel mai cunoscut rol al său este Rambaldo Melandri în seria de filme Amici miei⁠(d) (1975–1985). A câștigat două premii Nastro d'Argento pentru cel mai bun actor în rol secundar⁠(d): în 1967 pentru The Birds, the Bees and the Italians⁠(d) de Pietro Germi și în 1986 pentru Amici miei – Atto III⁠(d) de Nanni Loy⁠(d). De asemenea, Moschin este cunoscut pentru rolul lui Don Fanucci⁠(d) din filmul Nașul: Partea a II-a de Francis Ford Coppola.

## Moartea
Gastone Moschin s-a căsătorit cu Marzia Ubaldi în 1970. Cuplul a avut o fiică (Emanuela Moschin). A murit în spital pe 4 septembrie 2017 de cardiomiopatiei la vârsta de 88 de ani.

## Filmografie

### Filme
- The Rival (1956) - Marco Riccitelli
- 1959 Audace colpo dei soliti ignoti, regia Nanni Loy - Alfredo
- The Joy of Living (1961) - Preot
- Tiro al piccione (1962) - Pasquini
- 1962 Ani clocotitori (Gli anni ruggenti), regia Luigi Zampa - Carmine Passante
- L'amore difficile (1962) - Marshal (segmentul „Il serpente”)
- The Reunion (1963) - Toro
- Il Fornaretto di Venezia (1963) - Counselor Garzone
- Il Successo (1963) - cumnatul lui Giulio
- La visita (1963) - Renato Gusso
- Amore in quattro dimensioni (1964) - the husband (segmentul „Amore e vita”)
- Extraconiugale (1964) - Luigi (episodul „La doccia”)
- 100 Horsemen (1964) - Frate Carmelo
- Gentlemen of the Night (1964) - Doge Pietro Gradenigo
- Berlin, Appointment for the Spies (1965) - Boris
- 1965 Șapte oameni de aur (Sette uomini d'oro), regia Marco Vicario - Adolf (neamțul)
- Seven Golden Men Strike Again (1965) - Adolf
- The Birds, the Bees and the Italians (1966) - Osvaldo Bisigato
- Due killers in fuga (1966)
- Seasons of Our Love (1966) - Carlo Di Giusti aka Tancredi
- Sex Quartet (1966) - Dr. Aldini (segmentul „Fata Armenia”)
- Diamonds Are a Man's Best Friend (1966)
- Top Crack (1966) - Karl
- 1967 Cea mai veche meserie din lume (Le Plus Vieux Métier du monde), regia Claude Autant-Lara - Flavius (segmentul „Nuits romaines, Les”)
- L'amore attraverso i secoli (1967) - Jo Laguerre
- Her Harem (1967) - Gianni
- Face to Face (1967)
- Seven Times Seven (1968) - Benjamin Burton
- Italian Secret Service (1968) - avocatul Ramirez
- 1968 Noaptea e făcută pentru... a visa (La notte è fatta per... rubare), regia Giorgio Capitani
- Sissignore (1968)
- La moglie giapponese (1968)
- Where Are You Going All Naked?' (1969)
- 1969 Specialiștii (Gli specialisti), regia Sergio Corbucci
- The Conformist (1970) - Manganiello
- Mr. Superinvisible (1970) - Kokofrecovitch
- The Weekend Murders (1970) - Aloisius Thorpe
- Ninì Tirabusciò: la donna che inventò la mossa (1970)
- Mio padre Monsignore (1971) - Don Alvaro
- Roma Bene (1971)
- 1971 Eu nu văd, tu nu vorbești, el nu aude (Io non vedo, tu non parli, lui non sente), regia Mario Camerini - Metello Bottazzi
- Stanza 17-17 palazzo delle tasse, ufficio imposte (1971) - Giambattista Ranteghin
- The Sicilian Checkmate (1972) - Colonnesi
- Caliber 9 (1972) - Ugo Piazza
- Causa di divozio (1972)
- Don Camillo e i giovani d'oggi (1972) - Don Camillo
- Incensurato provata disonestà carriera assicurata cercasi (1972) - Giuseppe Zaccherin
- Fiorina la vacca (1972) - Ruzante
- The Assassination of Matteotti (1973) - Filippo Turati
- The Sensual Man (1973) - Uncle Edmondo
- Emergency Squad (1974) - Marsigliese
- Commissariato di notturna (1974) - Commissario Emiliano Borghini
- L'erotomane (1974) - Rodolfo Persichetti
- 1974 Nașul: Partea a II-a (The Godfather Part II), regia Francis Ford Coppola - Don Fanucci
- E cominciò il viaggio nella vertigine (1974) - Beilin
- Amici miei (1975) - Rambaldo Melandri
- A Woman at Her Window (1976) - Primoukis
- Wifemistress (1977) - Vincenzo
- Fearless (1978) - Karl Koper
- Lion of the Desert (1980) - Major Tomelli
- Si salvi chi vuole (1980)
- La compagna di viaggio (1980)
- Carlotta (1981) - Charlie
- Amici miei atto II (1982) - Rambaldo Melandri
- A Joke of Destiny (1983)
- Senza un attimo di respiro (1983)
- Amici miei – Atto III (1985) - Rambaldo Melandri
- A Thorn in the Heart (1986) - Dottor Trigona
- Rimini Rimini - Un anno dopo (1987) - Oreste Raccà
- Com'è dura l'avventura (1988) - Formigoni ("Vuò cumprà")
- Donne con le gonne (1991)
- Non chiamarmi Omar (1992) - Dr. Omar Tavoni
- We Free Kings (1996) - Don Gregorio
- La grande quercia (1997)
- Porzûs (1997)

### Televiziune
- Racconti garibaldini (1960)
- Operazione Vega (1962) - Sim
- Il mulino del Po (1963) - Fratognone
- I Miserabili (1964) - Jean Valjean
- Una coccarda per il re (1970) - Jacques Necker
- Le colonne della società (1972) - Karsten Bernick
- La morte di Danton (1972) - Danton
- Rosso veneziano (1976) - Marco Partibon
- Le uova fatali (1977) - Profesorul Pérsikov
- The Godfather: A Novel for Television (1977, nemenționat) - Don Fanucci
- I racconti fantastici di Edgar Allan Poe (1979)
- L'Andreana (1982) - Mondo
- Melodramma (1984) - Aldo Scotti
- Nel gorgo del peccato (1987) - Judecătorul Ottavio Pica (1987)
- Les Ritals (1991) - Louvi
- L'avvocato delle donne (1996, episode "Laura") - Avv. Salvi
- Don Matteo (1999) - Preot
- Sei forte Maestro (2000) - Vittorio Ricci
- Sei forte, Maestro 2 (2000) - Vittorio Ricci
- Don Matteo (2000) - Preot
- Don Matteo 2 (2001) - Preot (ultimul rol)